# برلمان جزر البليار
برلمان جزر البليار (بالإنجليزية: Parliament of the Balearic Islands)‏ هو الهيئة التشريعية في جزر البليار، الذي تأسس في 31 مايو 1983، ويتكون من 59 مقعداً، وتبلغ عدد دوائره الانتخابية 4 دائرة.